# ロール・オーバー・ツアー・トーキョー
ロール・オーバー・ツアー・トーキョーはHOUND DOGのライブ・ビデオ。1982年3～7月のRoll Over Tourでの1982年5月23日の日比谷野外音楽堂でのコンサートを収録している。

## 解説
1982年にVHS、1989年にLDが発売された。同映像を収録したDVDがボックス・セット「EARLY DAYS」に入っている。

## 収録曲
1. サンセットロード
  - Roll Over収録
2. トラブル・メーカー
  - Roll Over収録
3. 浮気な、パレット・キャット
  - Roll Over収録
4. RAINY LADY GOOD-BYE(Miss Mに捧ぐ)
  - STAND PLAY収録
5. おちょくられた夜
  - STAND PLAY収録
6. 涙のBirthday
  - POWER UP!収録
7. Hot Line
  - POWER UP!収録
8. ファニー・フェイス
  - STAND PLAY収録
9. Sake To Me
  - アルバム未収録
10. だから大好き,ロックンロール
  - Welcome to The Rock'n Roll Show収録
11. 嵐の金曜日
  - Welcome to The Rock'n Roll Show収録

## ミュージシャン
- 大友康平：リードボーカル
- 八島順一：ギター
- 高橋良秀：ギター
- 蓑輪単志：キーボード
- 海藤節生：ベース
- 藤村一清：ドラム